# Марковичи (Владимирский район)
Ма́рковичи (укр. Марковичі) — село в Локачинской поселковой общине Владимирского района Волынской области Украины.
До 2020 года входило в Локачинский район.
Код КОАТУУ — 0722484201. Население по переписи 2001 года составляет 355 человек. Почтовый индекс — 45505. Телефонный код — 3374. Занимает площадь 1,74 км².